# Temporada da ProA de 2017–18
A Temporada 2017–18 da ProA é a 11ª edição da competição de secundária do basquetebol masculino da Alemanha segundo sua piramide estrutural. É organizada pela 2.Bundesliga GmbH sob as normas da FIBA.

## Clubes Participantes
| Clube                    | Cidade               |
| ------------------------ | -------------------- |
| Baunach Youg Pikes       | Bamberga             |
| Crailsheim Merlins       | Crailsheim           |
| Hamburg Towers           | Hamburgo             |
| Hebeisen White Wings     | Hanau                |
| SC RASTA Vechta          | Vechta               |
| MLP Academics Heidelberg | Edelberga            |
| Niners Chemnitz          | Chemnitz             |
| Nürnberg Falcons         | Nuremberga           |
| Phoenix Hagen            | Hagen                |
| RheinStars Köln          | Colônia              |
| Gladiators Trier         | Tréveris             |
| Ehingen Urspring         | Ehingen (Donau)      |
| Uni baskets Paderborn    | Paderborn            |
| Kirchheim Knights        | Kirchheim unter Teck |
| PS Kalsruhe Lions        | Carlsrue             |
| Orange Akademy           | Weißenhorn           |

|  |                                          |
|  | Promovidos da ProB na temporada anterior |

## Formato
A competição é disputada por 16 equipes (2 rebaixadas da LEB Ouro, 12 remanescentes e 2 ascendidas da Liga EBA) em temporada regular onde as equipes se enfrentam com jogos sendo mandante e visitante, determinando ao término desta as colocações do primeiro ao último colocados. Prevê-se a promoção à Liga Ouro o primeiro colocado da temporada regular, juntamente do vencedor dos playoffs.

## Temporada Regular

### Tabela de Classificação
| Pos. | Clube                    | J  | V  | D  | Pts. | PF   | PC   | Dif. | Classificação        |
| ---- | ------------------------ | -- | -- | -- | ---- | ---- | ---- | ---- | -------------------- |
| 1    | SC RASTA Vechta          | 30 | 27 | 3  | 54   | 2550 | 2095 | 455  | Playoffs             |
| 2    | Crailsheim Merlins       | 30 | 27 | 3  | 54   | 2712 | 2220 | 492  | Playoffs             |
| 3    | MLP Academics Heidelberg | 30 | 19 | 11 | 38   | 2298 | 2192 | 106  | Playoffs             |
| 4    | RheinStars Köln          | 30 | 19 | 11 | 38   | 2211 | 2133 | 78   | Playoffs             |
| 5    | PS Kalsruhe Lions        | 30 | 18 | 12 | 36   | 2509 | 2312 | 197  | Playoffs             |
| 6    | Gladiators Trier         | 30 | 17 | 13 | 34   | 2406 | 2348 | 58   | Playoffs             |
| 7    | Hebeisen White Wings     | 30 | 15 | 15 | 30   | 2261 | 2314 | -53  | Playoffs             |
| 8    | Phoenix Hagen            | 30 | 15 | 15 | 30   | 2408 | 2429 | -21  | Playoffs             |
| 9    | Kirchheim Knights        | 30 | 15 | 15 | 30   | 2331 | 2336 | -5   |                      |
| 10   | Hamburg Towers           | 30 | 13 | 17 | 26   | 2260 | 2326 | -66  |                      |
| 11   | Niners Chemnitz          | 30 | 13 | 17 | 26   | 2322 | 2311 | 11   |                      |
| 12   | Nürnberg Falcons         | 30 | 11 | 19 | 22   | 2144 | 2291 | -147 |                      |
| 13   | Uni baskets Paderborn    | 30 | 9  | 21 | 18   | 2121 | 2372 | -251 |                      |
| 14   | Baunach Youg Pikes       | 30 | 8  | 22 | 16   | 2240 | 2444 | -204 |                      |
| 15   | Ehingen Urspring         | 30 | 8  | 22 | 16   | 2274 | 2584 | -310 | Rebaixados para ProB |
| 16   | Orange Akademy           | 30 | 6  | 24 | 12   | 2184 | 2524 | -340 | Rebaixados para ProB |

### Partidas
| Casa\Visitante           | BAU    | CRA    | HAM   | HEB    | VEC   | HEI   | CHM    | NUR    | PHO    | KOL    | TRI    | EHI    | PAD    | KIR   | KAL    | ORA    |
| ------------------------ | ------ | ------ | ----- | ------ | ----- | ----- | ------ | ------ | ------ | ------ | ------ | ------ | ------ | ----- | ------ | ------ |
| Baunach Youg Pikes       |        | 65-103 | 69-77 | 82-87  | 65-67 | 83-73 | 91-89  | 79-91  | 98-76  | 67-78  | 103-82 | 76-73  | 72-79  | 72:87 | 97-87  | 56-67  |
| Crailsheim Merlins       | 116-64 |        | 82-72 | 91-63  | 77-73 | 83-61 | 78-70  | 84-64  | 76-72  | 106-94 | 101-82 | 115-68 | 102-77 | 95-84 | 96-86  | 91-74  |
| Hamburg Towers           | 82-79  | 73-79  |       | 75-91  | 52-80 | 82-81 | 80-72  | 85-72  | 111-84 | 72-73  | 70-72  | 73-78  | 66-53  | 77-72 | 82-94  | 98-86  |
| Hebeisen White Wings     | 67-58  | 78-82  | 58:70 |        | 64-84 | 51-65 | 74-70  | 79-75  | 102-99 | 82-96  | 67-73  | 96-88  | 67-53  | 80-68 | 74-87  | 65-58  |
| SC RASTA Vechta          | 80-64  | 86-78  | 93-61 | 97-75  |       | 82-62 | 89-64  | 90-58  | 104-65 | 83-75  | 83:80  | 82-73  | 96-64  | 84-83 | 81-79  | 87-76  |
| MLP Academics Heidelberg | 81-70  | 95-99  | 71-74 | 88-75  | 60-71 |       | 89-75  | 68-52  | 78-58  | 69-66  | 85-77  | 76-70  | 75-79  | 83-69 | 92:76  | 87-71  |
| Niners Chemnitz          | 83-67  | 74-91  | 75-69 | 73-89  | 89-88 | 69-72 |        | 82:64  | 73-84  | 67-74  | 77-65  | 102-75 | 79-53  | 79-73 | 84-85  | 72-67  |
| Nürnberg Falcons         | 78-70  | 46-74  | 76-83 | 83-66  | 63-73 | 78-72 | 90-73  |        | 73-99  | 72-53  | 81-75  | 79-70  | 71-46  | 64-85 | 65-69  | 86-81  |
| Phoenix Hagen            | 72-66  | 71-122 | 69-62 | 86-60  | 83-95 | 70-80 | 89-79  | 79-87  |        | 86-93  | 78-92  | 90-68  | 94-84  | 96-71 | 83-100 | 99-55  |
| RheinStars Köln          | 80-81  | 76-81  | 77-74 | 79-70  | 57-58 | 68-70 | 70-49  | 68-67  | 69:83  |        | 64-60  | 91-76  | 69-56  | 64-58 | 75-57  | 68-51  |
| Gladiators Trier         | 85-60  | 76-70  | 84-83 | 75-65  | 89-88 | 87-76 | 81-74  | 74-69  | 68-72  | 79-58  |        | 88-74  | 80-74  | 75-82 | 79-96  | 102-66 |
| Ehingen Urspring         | 75-74  | 85-105 | 77-68 | 67-102 | 70-99 | 80-82 | 69-102 | 73-61  | 80-89  | 70-81  | 84-76  |        | 92-83  | 67-82 | 65-104 | 94-81  |
| Uni baskets Paderborn    | 80-78  | 67:83  | 72-67 | 75-76  | 60-87 | 64-73 | 78-84  | 80-72  | 63-69  | 61-72  | 93-92  | 74-70  |        | 72-81 | 70-72  | 89-84  |
| Kirchheim Knights        | 83-75  | 73-71  | 87-82 | 58-74  | 79-80 | 76-82 | 72-68  | 80-64  | 83-76  | 93-56  | 72-87  | 89-81  | 75-68  |       | 72-85  | 82-88  |
| PS Kalsruhe Lions        | 76-67  | 75-78  | 91-58 | 83-69  | 55-73 | 75-69 | 81-89  | 106-85 | 77-63  | 72-76  | 84-86  | 86-93  | 104-82 | 80-85 |        | 96-63  |
| Orange Akademy           | 90-92  | 76-103 | 79-82 | 76-95  | 77-91 | 63-83 | 64-86  | 75-58  | 60-75  | 63-91  | 99-85  | 78:69  | 70-72  | 85-79 | 61-91  |        |

## Playoffs
|  | Quartas de final | Quartas de final     | Quartas de final  |                    |                    | Semifinais | Semifinais | Semifinais |  |  | Final | Final        | Final |
|  |                  |                      |                   |                    |                    |            |            |            |  |  |       |              |       |
|  |                  |                      |                   |                    |                    |            |            |            |  |  |       |              |       |
|  |                  | RASTA Vechta         | 3                 |                    |                    |            |            |            |  |  |       |              |       |
|  |                  | Phoenix Hagen        | 0                 |                    |                    |            |            |            |  |  |       |              |       |
|  |                  | Phoenix Hagen        | 0                 |                    | RASTA Vechta       | 3          |            |            |  |  |       |              |       |
|  |                  |                      |                   |                    | RASTA Vechta       | 3          |            |            |  |  |       |              |       |
|  |                  |                      | PS Kalsruhe Lions | 1                  |                    |            |            |            |  |  |       |              |       |
|  |                  | RheinStars Köln      | PS Kalsruhe Lions | 1                  | 0                  |            |            |            |  |  |       |              |       |
|  |                  | RheinStars Köln      |                   |                    | 0                  |            |            |            |  |  |       |              |       |
|  |                  | PS Kalsruhe Lions    | 3                 |                    |                    |            |            |            |  |  |       |              |       |
|  |                  |                      |                   |                    |                    |            |            |            |  |  |       | RASTA Vechta | 165   |
|  |                  |                      |                   | Crailsheim Merlins | 148                |            |            |            |  |  |       |              |       |
|  |                  | MLP Acad. Heldelberg | 2                 |                    |                    |            |            |            |  |  |       |              |       |
|  |                  | Gladiators Trier     | 3                 |                    |                    |            |            |            |  |  |       |              |       |
|  |                  | Gladiators Trier     | 3                 |                    | Crailsheim Merlins | 3          |            |            |  |  |       |              |       |
|  |                  |                      |                   |                    | Crailsheim Merlins | 3          |            |            |  |  |       |              |       |
|  |                  |                      | Gladiators Trier  | 1                  |                    |            |            |            |  |  |       |              |       |
|  |                  | Crailsheim Merlins   | Gladiators Trier  | 1                  | 3                  |            |            |            |  |  |       |              |       |
|  |                  | Crailsheim Merlins   |                   |                    | 3                  |            |            |            |  |  |       |              |       |
|  |                  | Hebeisen White Wings | 0                 |                    |                    |            |            |            |  |  |       |              |       |

#### Quartas de final
| Time 1                 | Série | Time 2               | 1º Jogo | 2º Jogo | 3º Jogo | 4º Jogo | 5º Jogo |
| ---------------------- | ----- | -------------------- | ------- | ------- | ------- | ------- | ------- |
| SC RASTA Vechta        | 3-0   | Phoenix Hagen        | 104-76  | 86-79   | 93-75   |         |         |
| RheinStars Köln        | 0-3   | PS Kalsruhe Lions    | 67-85   | 70-92   | 68-88   |         |         |
| MLP Acamics Heidelberg | 2-3   | Gladiators Trier     | 86-83   | 70-83   | 91-80   | 88-89   | 65-69   |
| Crailsheim Merlins     | 3-0   | Hebeisen White Wings | 87-71   | 107-82  | 99-75   |         |         |

#### Semifinal
| Time 1           | Série | Time 2             | 1º Jogo | 2º Jogo | 3º Jogo | 4º Jogo | 5º Jogo |
| ---------------- | ----- | ------------------ | ------- | ------- | ------- | ------- | ------- |
| SC RASTA Vechta  | 3-1   | PS Kalsruhe Lions  | 90-79   | 80-90   | 95-90   | 91-73   |         |
| Gladiators Trier | 1-3   | Crailsheim Merlins | 83-87   | 90-103  | 67-82   | 75-97   |         |

#### Final
| Time 1          | Série | Time 2             | 1º Jogo | 2º Jogo | 3º Jogo | 4º Jogo | 5º Jogo |
| --------------- | ----- | ------------------ | ------- | ------- | ------- | ------- | ------- |
| SC RASTA Vechta | 1-1   | Crailsheim Merlins | 103-87  | 62-71   |         |         |         |

## Promoção e rebaixamento

### Promovidos para aBBL
- Finalistas da competição: Crailsheim Merlins, RASTA Vechta

### Rebaixados para aProB
- Ehingen Urspring, Orange Akademy

## Artigos relacionados
- Bundesliga
- 2.Bundesliga ProB
- Regionalliga
- Seleção Alemã de Basquetebol